# Saint-Paul (Dinant)
Saint-Paul is een wijk in de Belgische stad Dinant op de rechteroever van de Maas gelegen tussen de wijken Saint-Nicolas en Les Rivages.
De wijk die oorspronkelijk buiten de stadsmuren van Dinant lag werd ook Faubourg Saint-Paul genoemd.
Al voor 1339 was hier een hospitaal gevestigd voor zwaar zieken (Hôpital de Saint-Paul; ook Hospice des Grandes Malades genoemd). Vanaf 1453 werd dit ook als leprozerie gebruikt.
Van 1905 tot 1909 werd een nieuwe parochiekerk in natuursteen (Église Saint-Paul des Rivages) aan de Maas gebouwd . De oude kapel (Chapelle Saint-Paul) werd na de ingebruikname van de nieuwe kerk afgebroken.

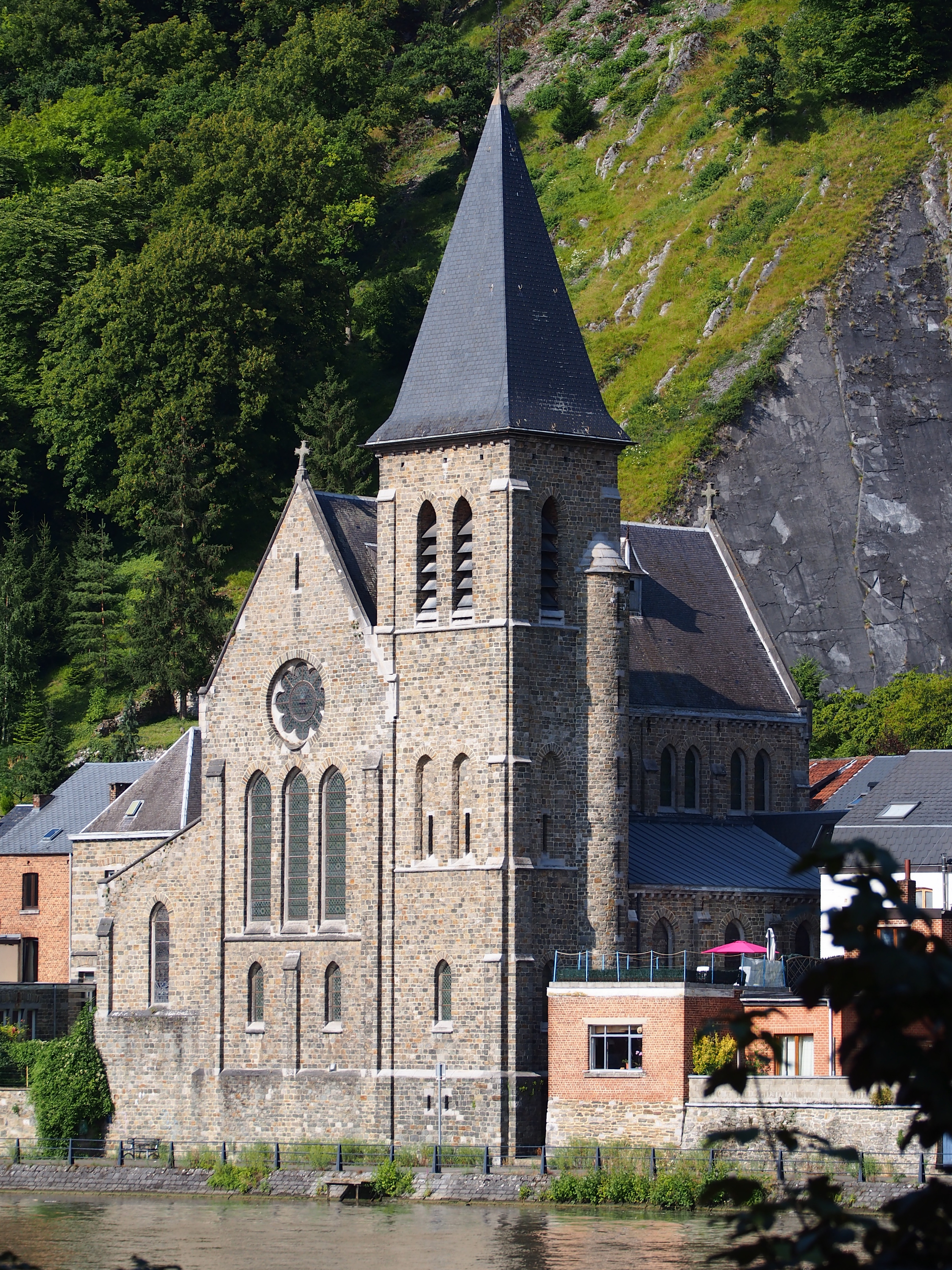
Sint-Pauluskerk